# Tyska F3-mästerskapet 2010
Tyska F3-mästerskapet 2010 kördes över 18 race med Tom Dillmann som mästare.

## Resultat
| Omgång | Omgång | Bana                          | Datum      | Pole Position    | Snabbaste varv  | Vinnande förare  | Vinnande team         | Trophy-vinnare     | Vinnande rookie  |
| ------ | ------ | ----------------------------- | ---------- | ---------------- | --------------- | ---------------- | --------------------- | ------------------ | ---------------- |
| 1      | R1     | Motorsport Arena Oschersleben | 10 april   | Daniel Abt       | Daniel Abt      | Kevin Magnussen  | Motopark Academy      | Riccardo Brutschin | Kevin Magnussen  |
| 1      | R2     | Motorsport Arena Oschersleben | 11 april   | Tom Dillmann     | Tom Dillmann    | Stef Dusseldorp  | Van Amersfoort Racing | Aleksi Tuukkanen   | Kevin Magnussen  |
| 2      | R1     | Sachsenring                   | 8 maj      | Tom Dillmann     | Tom Dillmann    | Tom Dillmann     | HS Technik            | Riccardo Brutschin | Felix Rosenqvist |
| 2      | R2     | Sachsenring                   | 9 maj      | Stef Dusseldorp  | Stef Dusseldorp | Tom Dillmann     | HS Technik            | Riccardo Brutschin | Daniel Abt       |
| 3      | R1     | Hockenheimring                | 29 maj     | Daniel Abt       | Daniel Abt      | Nico Monien      | URD Rennsport         | Aleksi Tuukkanen   | Kevin Magnussen  |
| 3      | R2     | Hockenheimring                | 30 maj     | Tom Dillmann     | Tom Dillmann    | Tom Dillmann     | HS Technik            | Riccardo Brutschin | Daniel Abt       |
| 4      | R1     | TT Circuit Assen              | 17 juli    | Daniel Abt       | Tom Dillmann    | Felix Rosenqvist | Performance Racing    | Riccardo Brutschin | Felix Rosenqvist |
| 4      | R2     | TT Circuit Assen              | 18 juli    | Daniel Abt       | Daniel Abt      | Daniel Abt       | Van Amersfoort Racing | Riccardo Brutschin | Daniel Abt       |
| 5      | R1     | Nürburgring                   | 24 juli    | Daniel Abt       | Tom Dillmann    | Tom Dillmann     | HS Technik            | Riccardo Brutschin | Felix Rosenqvist |
| 5      | R2     | Nürburgring                   | 25 juli    | Tom Dillmann     | Tom Dillmann    | Tom Dillmann     | HS Technik            | Riccardo Brutschin | Felix Rosenqvist |
| 6      | R1     | TT Circuit Assen              | 7 augusti  | Stef Dusseldorp  | Stef Dusseldorp | Stef Dusseldorp  | Van Amersfoort Racing | Riccardo Brutschin | Daniel Abt       |
| 6      | R2     | TT Circuit Assen              | 8 augusti  | Felix Rosenqvist | Tom Dillmann    | Felix Rosenqvist | Performance Racing    | Daniel Aho         | Felix Rosenqvist |
| 7      | R1     | EuroSpeedway Lausitz          | 14 augusti | Daniel Abt       | Stef Dusseldorp | Kevin Magnussen  | Motopark Academy      | Daniel Aho         | Kevin Magnussen  |
| 7      | R2     | EuroSpeedway Lausitz          | 15 augusti | Tom Dillmann     | Daniel Abt      | Jimmy Eriksson   | Motopark Academy      | Riccardo Brutschin | Jimmy Eriksson   |
| 8      | R1     | Nürburgring                   | 28 augusti | Marco Sørensen   | Tom Dillmann    | Kevin Magnussen  | Motopark Academy      | Riccardo Brutschin | Kevin Magnussen  |
| 8      | R2     | Nürburgring                   | 29 augusti | Tom Dillmann     | Tom Dillmann    | Tom Dillmann     | HS Technik            | Riccardo Brutschin | Daniel Abt       |
| 9      | R1     | Motorsport Arena Oschersleben | 2 oktober  | Stef Dusseldorp  | Daniel Abt      | Daniel Abt       | Van Amersfoort Racing | Aki Sandberg       | Daniel Abt       |
| 9      | R2     | Motorsport Arena Oschersleben | 3 oktober  | Tom Dillmann     | Tom Dillmann    | Willi Steindl    | Van Amersfoort Racing | Alexey Karachev    | Felix Rosenqvist |